# Iranschahr
Iranschahr (englisch transkribiert auch Irānshahr; persisch ايرانشهر Irānschahr, DMG Irānšahr), bis 1935 Faradsch, ist eine Stadt in der Provinz Sistan und Belutschistan im Südosten Irans. In der Stadt leben vor allem Belutschen, welche die belutschische Sprache sprechen.
Die Stadt ist für ihre Näharbeiten, Töpfereien und Malereien bekannt.

## Sehenswürdigkeiten
- Ghal'eh-ye Tschehel Dochtar (Festung der 40 Töchter)
- Nāseri-Ghal'eh